# هاوارد سنت. جان
هاوارد سنت. جان (انگلیسی: Howard St. John؛ ۹ اکتبر ۱۹۰۵ – ۱۳ مارس ۱۹۷۴) یک هنرپیشه اهل ایالات متحده آمریکا بود. وی بین سال‌های ۱۹۲۶ تا ۱۹۷۲ میلادی فعالیت می‌کرد.
از فیلم‌ها یا برنامه‌های تلویزیونی که وی در آن نقش داشته است می‌توان به بیگانگان در ترن، لافایت، مردان، یک، دو، سه، بست اشاره کرد.